# Arnulfo Betancourt
Arnulfo Betancourt (Betanco) Galeano (ur. 20 kwietnia 1972) – nikaraguański judoka. Olimpijczyk z Atlanty 1996, gdzie zajął trzynaste miejsce w wadze ciężkiej.

## Letnie Igrzyska Olimpijskie 1996
| Konkurencja | Eliminacje          | Repasaże                      | Klas. końcowa |
| Konkurencja | Przeciwnik I        | Przeciwnik I                  | Miejsce       |
| ----------- | ------------------- | ----------------------------- | ------------- |
| +95 kg      | Naoya Ogawa (JPN) P | Charalambos Papaioanu (GRE) P | 13.           |